# Čistke v španskem šolstvu med Francovo diktaturo
Čistke znotraj španskega šolskega sistema so bile eden izmed temeljnih načinov zagotavljanja in utrjevanja Francove oblasti in fašistične nacionalistične ideologije. Z nadzorovanjem in menjavo uslužbencev v izobraževanju ter zamenjavo vsebin v šolskih učbenikih je Franco želel preprečiti potencialno nevarnost, ki jo je zanj predstavljalo širjenje idej intelektualnih republikanskih učiteljev. Čistke so zajemale javne in zasebne, tako osnovnošolske in srednješolske učitelje kot tudi univerzitetne profesorje, seveda pa so morali za dosego svojih ciljev prenoviti tudi vse institucije, namenjene izobraževanju bodočih pedagoških delavcev.
Proces odstranjevanja nezaželenih ljudi s službenega položaja v šolstvu, se je neuradno začel že skupaj z začetkom Španske državljanske vojne, tik za državnim udarom nacionalističnih vojaških sil 17. julija 1936.
Uradno so bile čistke kot popolnoma legalen postopek določene šele z odločbo 8. novembra istega leta. S 66. členom se je čistke uradno opravičevalo tudi na pravni podlagi. Uvedba teh zakonov je pomenila popolno zavračanje zakonov povezanih s šolstvom, ki so pred tem veljali v Drugi španski republiki. Nacionalisti so zagovarjali, da so reforme v šolstvu nujno potrebne, saj je v času Republike preko učiteljev ljudstvo ponotranjilo in sprejelo napačne doktrine. Posebno velik poudarek se je dajal tudi na čistki in cenzuri šolskih učbenikov. V času diktature se je pri poučevanju smelo uporabljati le knjige, ki so jih odobrili Francovi izobraževalni organi.
V času Francove diktature naj bi bilo tako ali drugače sankcioniranih okoli 60.000 učiteljev.

## Razmere v šolstvu v času Druge španske republike (1931–1936)
V obdobju Druge španske republike, ko so vladali liberalci, zagovorniki svobode, enakosti in pravičnosti, je oblast z željo po izboljšanju izobraževalnega sistema uvedla skupek reform, ki bi hkrati otrokom olajšale učenje in učiteljem delo. Poleg ločitve šolstva od vere ter konca ločitve po spolih, je vlada začela še s projekti modernizacije šolstva. Šole so se večale, razrednim prostorom so začeli dodajati knjižnice, jedilnice, kuhinjo..., naraslo pa je tudi skupno število šol nasploh.
Poleg tega, je bilo v Ustavi iz leta 1931 zapisano, da Španija kot uradne, ne priznava nobene vere, zaradi česar je tudi verski pouk uradno ostal zunaj učnega načrta.

## Prve spremembe oblasti leta 1936
Že z državnim udarom 17. julija 1936, ko so se nacionalistične vojaške sile uprle takratni republikanski vladi, je na zasedenih območjih prišlo do radikalnih sprememb na vseh področjih, tudi v šolstvu.
Upor se je 17. julija začel v Melilli, se nato razširil proti zahodu na celotno območje Španskega protektorata nad Marokom, 18. julija je vojno stanje iz Las Palmas na celotnem otočju razglasil general Franco. V celinski Španiji se prvi spopadi začnejo v Sevilli z aretacijo in zamenjavo poveljnika andaluzijske vojske. Nacionalistična vstaja se nato hitro širi proti severu in 20. julij nekateri zgodovinarji že označujejo za dan začetka španske državljanske vojne, do katere pride zaradi razdeljenosti države po delni uspešnosti državnega udara. Območja, kjer je ta uspel so bila po novem pod nadzorom vojaških sil, ki so se uprle proti republiki. Na drugi strani pa so bila območja, kjer vstaja ni bila uspešna, saj je oblast ostala zvesta republiki.
V Madridu, Barceloni, Valenciji, Almeriji, Malagi, Huelvi, Oviedu, Santanderju, Bilbau, San Sebastianu in drugih, kjer je na oblasti uspelo ostati republikancem, v tem času še ni prišlo do večjih sprememb v šolstvu.
Nasprotno so v celinskih območjih severne Španije, v Zaragozi, Soriji, Salamanci, Leonu in večini Galicje, pa tudi južnih mestih, v Sevilli, Granadi in Cordobi, posledice menjave oblasti občutilo tudi osebje zaposleno v različnih izobraževalnih ustanovah.

### Učitelji v nacionalistični državi
Nove provincialne avtoritete, katerih primarni cilj je bil izbrisati norme šolstva in njegovih organov, vzpostavljene v času druge republike, so kot sporne navajale naslednje lastnosti učečega osebja:
- sodelovanje, članstvo ali zgolj simpatiziranje s katero izmed levo usmerjenih republikanskih političnih strank ali sindikatov. Sem spada seveda tudi glasovanje na volitvah, sploh tistih februarskih leta 1936, na katerih so zmagali republikanci.
- nesodelovanje pri nacionalistični vstaji
- sodelovanje pri Oktobrski revoluciji 1934
- izražanje političnega mnenja proti nacionalistom
- branje ne desničarskih časopisov
- prijateljevanje z ljudmi, ki podpirajo levico, celo 'prekomerno' druženje z delavci
- nečimrnost oz. pomanjkljivo nasprotovanje komunizmu v Španiji
- antipatriotizem, ne ljubiti države
- ateizem, verska indiferentnost, že samo pomanjkljiva udeležba pri mašah in drugih verskih obredih
- poučevati brez katekizma in Biblije v učilnici brez krščanskega križa

- vsiljevanje radikalnih idej otrokom

Razlogi za obtožbe niso bili povsem poenoteni in so hkrati dopuščali, da posamezna provincialna komisija doda nove razloge, ki jih sama šteje za sporne.
Natančno se je nadzorovalo tako politično, socialno kot tudi versko delovanje posameznih učiteljev. Z nadzorom učiteljevega dela v šoli je oblast želela oceniti stopnjo njegove vpletenosti in ponotranjenosti republikanskih idealov, osnovanih na laičnosti.
V procesu čistk in temeljitih preiskav se je znašel tudi del ''ne okuženega'', ne republikanskega osebja. Ta se je moral, čeprav ni bil ničesar obtožen, udeležiti raznih tečajev, kjer je ponovno ponotranjil vrednote in pridobil sposobnosti potrebne za poučevanje otrok na osnovi verskih katoliških in moralnih vrednotah.

### Prve čistke pod vodstvom vojaških sil (julij–november 1936)
Vojaški upor in državni udar, ki sta bila povod za Špansko državljansko vojno sta hkrati pomenila tudi začetek prvih sankcij tako proti že zaposlenim učiteljem kot tudi učencem pedagoških šol, torej bodočim učiteljem. Temeljite preiskave in pregledov so bili deležni vsi, tako že zaposleni kot tudi učitelji v procesu usposabljanja. Takrat so z odstranjevanjem učiteljev in profesorjev pod nadzorom, v nekaterih primerih prisilo, lokalnih vojaških in civilnih sil, izvajale posamezne izobraževalne ustanove. Samo akademsko vodstvo je moralo pripraviti sezname svojih ''problematičnih'' učiteljev in učencev, ki so jih nato tudi javno objavili v dnevnih časopisih.
Že v prvih mesecih španske državljanske vojne se je tako ali drugače eliminiralo na stotine učiteljev. Mnogo jih je bilo namenoma umorjenih, usmrčenih v zaporih ali ubitih kot posledica participacije v vojni. Posebno pod drobnogledom so bili učitelji z levimi liberalnimi političnimi nazori, katere so uporniki obtoževali za trenutno slabo situacijo v državi, saj naj bi namesto kot učitelji, delovali kot tisti, ki ''zastrupljajo ljudsko dušo''.
Z ustanovitvijo Ministrstva za nacionalno šolstvo, od novembra 1936 dalje, čistke niso bile več naloga vojske, temveč provincialnih Komisij za čistke.

### Komisije za čistke (1936–1939)
Komisije, ustanovljene z odločbo 8. novembra 1936 so bile začasen organ, zadolžene za izvajanje postopkov izključitve, pregona in nato ''vzpostavljanje novega reda''. Šlo je za 4 komisije, vsaka izmed njih je bila osredotočena na svojo ciljno skupino: Komisija A je preverjala univerzitetne profesorje, Komisija B se je ukvarjala s profesorskimi zbori arhitekturnih, inženirskih in trgovskih fakultet. Komisija C je nadzorovala osnovne in srednje šole, pedagoške šole ter vse druge institucije z učitelji, ki niso bile že pod nadzorom katere izmed drugih komisij. Komisija D se je osredotočala na sistematični pregled učnega osebja, vključno z nadomestnimi učitelji in učitelji, še v procesu učenja.
Komisije bile ustanovljene v vsakem izmed glavnih mest provinc, Madrid in Barcelona pa sta imeli vsaka po dve.
Sankcije in pooblastila Komisij so bila določena v Redu Ministrstva za Nacionalno Šolstvo 11. marca 1938 v katerem se določi tudi zapleten skupen administrativni organ, katerega cilj je nadzor in centralizacija vseh postopkov povezanih s čistkami.
Komisija C je delovala le en mesec, komisija D pa naj bi uradno delovala le 3 mesece, a se je kasneje izkazalo, da je bil ta rok v mnogih primerih precej prekoračen, saj so se postopki ponekod zavlekli celo na tri leta in več.
Največ srednješolskih učiteljev je bilo sankcioniranih leta že leta 1937

#### Postopek čistk, ki so ga vodile komisije
Komisije za čistke so vse javne uslužbence prisilile, da so zaprosili za ponovno preverjanje svojih sposobnosti za delo, ki ga opravljajo. Takoj ob Francovi zmagi so namreč vsi ostali brez službe, dokler niso uspeli dokazati, da so zanjo sposobni. Tudi učitelji so morali zaprositi za ponoven sprejem na učiteljski položaj. Vsak učitelj je moral za to najprej izraziti svoje navdušenje, nato pa navesti še svoje politično usmeritev in delovanje, podrobnosti iz njegovega zasebnega življenja. Poleg tega, je moral še dokazati njegovo pripravljenost in vključitev pri oblikovanju nove države ter predvsem, koliko prijav in obtožb je pripravljen podati.
Komisije so imele pravico podatke o poslovnem, družbenem, zasebnem in političnem delovanju kateregakoli učitelja zahtevati in pridobiti od vseh drugih državnih organov. Tako jim je bil omogočen absoluten pregled tako nad posameznikovimi dejanji, kot tudi njegovo ideologijo, mislimi in usmerjenostmi.
Po pravilih, so morale komisije o posamezniku zahtevati najmanj štiri poročila, in sicer od župana, duhovnika, načelnika policije ter očeta ene izmed uglednih družin območja šole, v katerem je bil zaposlen preiskovan učitelj. Ta poročila so bila osnova na podlagi katerih je temeljila čistka.
V nekaterih delih države so civilne vlade k prijavi sumljivih učiteljev, nagovarjale kar preko časopisov. K sodelovanju pri tako imenovanemu skupnem narodnemu cilju se je pozivalo vse ljudstvo. Komisije so torej sprejemale tudi različne vrste anonimnih prijav, ki niso bile nujno vedno upravičene in argumentirane izključno na profesionalni podlagi. Iz tega je smiselno sklepati, da so bile mnoge prijave osnovane na maščevanju, osebnih zamerah ter želji po zasedanju novega prostega delovnega mesta.
Hkrati so komisije zahtevale od že obtoženih učiteljev, da poročajo o delovanju oz. da prijavijo in izdajo svoje sodelavce. To je le še poslabšalo stanje, saj se je s tem med učnim osebjem razširilo še dodatno nezaupanje in splošen občutek strahu.
Ob prejetju omenjenih poročil, so jih komisije analizirale in na podlagi zapisanega, oblikovale obtožbe, ki so jih nato sporočile obtoženemu profesorju. Profesorji so lahko nanje v roku desetih dni odgovorili z zapisom, v katerem so morali dokazati svojo nedolžnost. Poleg zanikanja so morali izraziti še svoje ogorčenje nad obtožbami in pojasniti kako so te le posledica zamer, zavisti s strani njegovih sovražnikov. Za zanikanje obtožb in pričevanje o svojih dobrih namenih so morali prositi svoje sosede, predstavnike uglednih poklicev, duhovnika, policijo ter ravnatelja in sodelavce na šoli, ki ga je zaposlovala. To se je seveda redko izkazalo za uspešno, saj so bili v mnogih primerih ravno te osebe tiste, ki so učitelja prijavila na prvem mestu.
Hkrati so morali v dokumentu, če so se želeli oprati krivde, poveličevati in hvaliti naloge nacionalistov in samega Franca. Kljub vsemu temu, so jih komisije redko sprejele, saj so se bolj kot na obtožene, zanašali na poročila njihovih obtoževalcev. Po drugi strani pa je bilo mesto učitelja pogosto lahko že zasedeno s strani sorodnikov članov komisije ali privrženca novega fašističnega režima.
Mnogi so bili tudi primeri, da učitelji sploh niso imeli možnosti zagovora, saj je sporočilo o obtožbi do njih namenoma prišlo prepozno.
Ko je potekel rok za ugovor, je komisija sprejela dokončno razrešitev postopka, ki pa niso bile vedno enake. Če je učeči ustrezal kriterijem in zahtevam režima, ki ga je tako označil za sposobnega, mu je komisija odobrila vrnitev na primarno delovno mesto. V nasprotnem primeru je bil učitelj premeščen, odpuščen ali v skrajnih primerih celo usmrčen.
Ko je bil torej postopek na provincialnem nivoju zaključen, so komisije pridobljeno dokumentacijo poslale na Komisijo za kulturo in izobraževanje. Ta je morala informacije o ponovni zaposlitvi, premestitvi ali odpustitvi posameznega učečega posredovati naprej na ''Junta Tecnica del Estado'', večjemu politično-administrativnemu organu, na katerem se je osnovala Francova diktatura.

## Dokončna sprememba oblasti leta 1939
Z dokončno zmago desnih nacionalistov nad levimi republikanci aprila 1939, Španija postane diktatura na čelo katere stopi vojaški poveljnik Francisco Franco. Ta kot ideologijo novega državnega režima imenuje nacionalkatolicizem, na osnovi katerega se oblikuje nov državni sistem.
Radikalne spremembe v šolstvu, prej izvrševane le v določenih delih države, je bilo po mnenju nove oblasti zdaj potrebno uvesti na celotnem državnem območju.
Čistke v šolstvu so bile od leta 1939 dalje vladni postopek, voden s strani sodišč pod nadzorom Višje Sodne Komisije. Njihov primarni cilj je bil opustiti zakone povezane s šolstvom, ki jih je uvedla prejšnja, republikanska vlada ter jih zamenjati z novimi. Laično šolstvo, temelječe na mešanih razredih z novimi, modernimi pedagoškimi praksami je bilo v nasprotju z ideologijo nove državne ureditve.
V ta namen je bilo ustanovljenih še več nižjih komisij, uradov in upravnih organov katerih naloga je bila preiskovanje javnega in zasebnega delovanja obtoženih učiteljev. Strokovnjaki ocenjujejo, da je bilo v tem času sankcioniranih 25–30% vseh španskih učiteljev. To je nedvomno pokazatelj pomembne vloge, ki jo je za vzpostavitev novega režima imelo šolstvo. Nova državna ureditev po mnenju njenih voditeljev ne potrebuje izobraženih učiteljev, temveč novo divizijo, ki ne služi otrokom, ampak oblasti. Kakršenkoli poskus svobodnega razmišljanja je bil v trenutku zatrt.

### Šolstvo v prvih letih novega državnega sistema (1939–1945)
Čeprav so bile čistke primarno usmerjene v učitelje druge republike, so bile žrtve tudi konzervativni učitelji, učenci ter hkrati tudi šolski učbeniki in knjižnice.
Vsi učbeniki so morali skozi postopke cenzure, da bi tako preprečili poučevanje iz knjig, ki so bile s strani režima označene za 'preveč liberalne'. Prepovedani so bili vsi učbeniki s takrat aktualnimi evropskimi znanstvenimi in pedagoškimi pogledi. Besedila v učbenikih so morala biti skladna z načeli režima. Tako kot v državi, je tudi v šolstvu vladala kulturna avtarkija, prepovedana in cenzurirana so bila vsa dela, ki niso ugajala režimu.
Zaradi velikega osipa izobraženih pedagogov, je bila v tem času, predvsem 40. in 50. letih, vprašljiva tudi kakovost samega učnega procesa, saj so veliko prostih delovnih mest zapolnili vojaki, ki so v času državljanske vojne zastopali nacionaliste. Prav tako so učiteljska delovna mesta pogosto zasedli vojni invalidi ter vdove in sorodniki nacionalističnih upornikov, ki v večini primerov seveda niso imeli primerne izobrazbe za pedagoško delo. Te so v šolskih učilnicah zahtevali in vsiljevali vojaško disciplino in nacionalistično ideologijo, kjer se otrok ni spodbujalo k svobodnem, kreativnem in znanstvenem razmišljanju, kar naj bi bil sicer glavni namen šolstva.
Obvezno je bilo treba poučevati po vsebinskih in moralnih načelih katoliške veroizpovedi. Vsako jutro ob začetku pouka je bilo obvezno moliti oče naš, ob vstopu v učilnico pa je moral vsak pozdraviti z ''Ave Maria Purísima'' na kar so morali drugi odgovoriti z ''sin pecado concebida''. Vsi učitelji in učenci so morali katoliško veroizpoved dokazovati tudi izven šolskih klopi, obvezno je bilo namreč prisostvovati nedeljskim mašam in drugim katoliškim obredom.
Zato so bili prepovedano tudi mešani razredi, saj naj bi te nasprotovali verskim in moralnim načelom režima. Dečki in deklice so morali tako od šestega leta dalje hoditi v ločene učilnice. Ta zakon, ki je prepovedoval prisotnost dečkov in deklic v skupnem razredu, je veljal vse do leta 1970. Prav tako je glede na spol obstajala ločitev predmetov. Medtem, ko so učenci obiskovali predmet izobrazba narodnega duha, so se morale učenke učiti hišnih opravil.
Hkrati so morali učitelji vsako jutro in popoldne dvigniti in spustiti špansko zastavo, ob tem pa so morali učenci peti himno vladajoče politične stranke.
Kot edini uradni jezik v šolah je bila priznana španščina, saj Francova oblast ni priznavala ne katalonščine, ne baskovščine in ne galicijščine, ki so danes priznani kot uradni državni jeziki.
Ker se je v šolstvo v času frankizma vlagalo zelo malo, je tudi v šolstvu prišlo do segregacije. Javne šole, z malo sredstvi in slabimi pogoji so sprejemale učence srednjega in nižjega sloja, medtem ko so premožneži svoje otroke vpisovali v zasebne šole, ki so jih večinoma vodili bogati, režimu naklonjeni katoliški redi.
Končni cilj režima je bil skozi šolstvo reformirati družbo v družbo ljudi, ki se ne upirajo in nimajo sposobnosti svobodnega mišljenja.

## Kazni
Vsi učitelji, ki niso upoštevali načel poučevanja, ki jih je določal režim, ali so bili upravičeno ali neupravičeno obtoženi nekorektnega ravnanja tudi v svojem zasebnem življenju, je doletela kazen.
- najhujša kazen je bila seveda usmrtitev. Ta je doletela tiste učitelje in profesorje, ki so izražali močno sovraštvo do vstaje in so ostali zvesti republiki.
- dokončna odpustitev učitelja ter prepoved izvajanja učiteljskega poklica.
- prepoved prošnje za prosta delovna mesta. Ta je lahko trajala med enim mesecem in petimi leti.
- nazadovanje po profesionalnem nazivu in lestvici.
- prisilna premestitev znotraj ali izven lastne province. S prisilno premestitvijo izven svoje province so kaznovali predvsem učitelje, ki so bili člani političnih strank s težnjami po odcepitvi, zlasti v Kataloniji in Baskiji, manj pa tudi v Galiciji.
- začasno suspendiranje, ki je lahko trajalo od enega meseca pa vse do dveh let.
- začasna zamrznitev plače. Tako kot pri delu, je ta lahko trajala v najboljših primerih le en mesec, v najslabših pa kar dve leti.
- prisilna upokojitev, v nekaterih primerih brez dobivanja pokojnine.
- preprečitev izvajanja pomembnih, upravnih delovnih mest. Na ta način so bili kaznovani učitelji, ki so bili označeni za sumljive, a se jih uradno ni uspelo spoznati za krive.
- preprečitev legalnega izvajanja zasebnega poučevanja.
Strogost in korektnost pri izvajanju postopkov čistk so precej heterogeni in se razlikujejo glede na posamezna območja. V nasprotju s pričakovanji, največ obtožnic niso obravnavali v provincah z največjimi upori proti novemu režimu, temveč ravno v tistih, ki so pod nadzor nacionalistov prišle prve. V teh delih države so bili postopki raziskav tudi najtemeljitejši in najdolgotrajnejši.

## Posledice čistk
Kljub temu, da naj bi se izvajanje čistk zaključilo leta 1945, nekateri zgodovinarji kot leto zaključka navajajo 1956, saj so do takrat še vedno potekali nekateri postopki oprostitev obtožb.
Čistke so imele velike družbene in kulturne posledice.
Šolstvo je po koncu obsežnih čistk ostalo močno skrčeno. Večina učiteljev je ob teh nepričakovanih postopkih občutilo strah, frustracijo in negotovost. Po nekaterih izsledkih naj bi se v tem času sankcioniralo najmanj 20.000 učiteljev, kar je predstavljalo kar tretjino vsega učečega osebja.
Kljub temu pa zaradi čistk niso trpeli le učitelji. Zaradi velikega osipa izobraženih pedagogov, je bila v tem času, predvsem 40. in 50. letih, vprašljiva tudi kakovost samega učnega procesa, saj so veliko prostih delovnih mest zapolnili vojaki, ki so v času državljanske vojne zastopali nacionaliste. Prav tako so učiteljska delovna mesta pogosto zasedli vojni invalidi ter vdove in sorodniki nacionalističnih upornikov, ki v večini primerov seveda niso imeli primerne izobrazbe za pedagoško delo. Te so v šolskih učilnicah zahtevali in vsiljevali vojaško disciplino in nacionalistično ideologijo, kjer se otrok ni spodbujalo k svobodnem, kreativnem in znanstvenem razmišljanju, kar naj bi bil sicer glavni namen šolstva.